# جزیره برگمن
جزیره بِرگمَن (به انگلیسی: Bergman Island) فیلمی در ژانر درام، رمانتیک به کارگردانی و نویسندگی میا هانسن-لووه محصول سال ۲۰۲۱ و مشترک کشورهای فرانسه، بلژیک، آلمان، سوئد، مکزیک، برزیل و بریتانیا است. فیلمبرداری این کار از دنیس لنوا و موسیقی فیلم اثر رافائل هامبورگر است.
این فیلم دربارهٔ زوج هنرمندی است، که برای گذراندن «هفته بِرگمَن» (رویدادی که هر سال در جزیره فارو برای بزرگداشت «اینگمار بِرگمَن» فقید و همسرش اینگرید برگزار می‌شود) به جزیره فارو سفر می‌کنند؛ تابا الهام از جزیره، فیلم‌نامه‌های جدید خود را به رشته تحریر درآورند.

## بازیگران
از بازیگرانی که در این فیلم به ایفای نقش پرداخته‌اند می‌توان به هنرمندان زیر اشاره کرد.
- ویکی کریپس در نقش کریس سندرز
- تیم راث در نقش تونی سندرز
- میا واشیکوفسکا در نقش آمی
- آندرش دانیلسن لی در نقش جوزف
- ملیندا کینامان در نقش بِرث

## داستان
یک زوج فیلم‌ساز به نام «تونی سندرز» کارگردان و فیلمنامه‌نویس و «کریس سندرز» به جزیره فارو، جزیره ای که «اینگمار بِرگمَن» فقید در آن زندگی و کار می‌کرده‌است؛ سفر می‌کنند تا در آنجا به ایده‌پردازی و تولید فیلم‌نامه بپردازند. تونی از تحسین کنندگان بِرگمَن است و از این جزیره الهام گرفته‌است.
کریس با بیزاری از زندگی شخصی اینگمار برگمن به خاطر ناکامی‌های شخصی‌اش، به ویژه در نحوه رفتار او با پنج زن زندگی‌اش یا پدر نه فرزند بودن او، فیلم‌هایش را دوست دارد. کریس که ایده‌ای برای تکمیل کردن فیلمنامه‌اش نداشته؛ و از این بابت افسرده شده‌است؛ بعد از خداحافظی تونی برای شرکت در میزگرد پس از اکران فیلم‌اش، برای برداشتن جوهر روانویس به اتاق کار تونی می‌رود؛ و فیلمنامه ناتمام و جدید او را که مبنی بر صحنه‌های اروتیک سکسی و موقعیت‌های دردناک و توهین‌آمیز زنانه است؛ را بدون اجازه مطالعه کرده، متوجه می‌شود تونی برای شناختن شخصیت زن اول کار خود مردد است.
در طول پرسش و پاسخ پس از نمایش فیلم تونی، کریس یواشکی بیرون می‌رود. در کلیسایی که بِرگمَن در آن دفن شده‌است؛ با «هامپوس»، پسر دانشجوی سوئدی سینما، که برروی فیلم کوتاهی برای پایان‌نامه اش کار می‌کند؛ ملاقات می‌کند. کریس به هامپوس، خود را «دوست تونی» معرفی می‌کند. کریس تصمیم می‌گیرد با به‌هم زدن قرار با تونی و برای کاوش در جزیره، پیشنهاد هامپوس برای گشت و گذار را قبول کند؛ و تونی را تنها بگذارد. کریس با هامپوس جزیره را می‌گردند و با هم به شنا، تفریح و خرید و می‌پردازند.
فردای آن روز، به نظر می‌رسد، کریس با الهام از لحظات زیبای خود با هامپوس، فیلم‌نامه خود را تکمیل کرده‌است. او تصمیم می‌گیرد کار خود را با تونی به اشتراک بگذارد؛ به این امید که او بتواند در پایان‌بندی داستان فیلم‌نامه به او کمک کند.
در فیلمنامه‌ای که کریس در حال نوشتن آن است:
" آمی، فیلم‌ساز آمریکایی در اواخر ۲۰ سالگی، برای عروسی یکی از دوستانش به فارو می‌رود. یکی دیگر از مهمانان مردی به نام جوزف است. آمی و جوزف در نوجوانی رابطه عاشقانه‌ای با هم داشتند؛ و سپس قبل از جدایی نهایی، رابطه خود را در جوانی نیز دوباره احیا کردند.
در طول جشن‌های قبل از عروسی، آنها روز را با هم می‌گذرانند و بعد از عروسی و قبل از داشتن رابطه‌جنسی، به سونای لب ساحل می‌روند و در ادامه برهنه در دریا شنا می‌کنند. آمی و جوزف در مورد اینکه هنوز هم عاشق یکدیگر هستند؛ امّا در حال حاضر هر دو متعهد در زندگی دیگری هستند، صحبت می‌کنند.
آمی وقتی متوجه می‌شود که جوزف بارها به دوست دخترش خیانت کرده‌است، افسرده می‌شود. صبح روز بعد، جوزف از اینکه دیشب با همبستر شدن با هم به سکس پرداخته‌اند؛ در حالی‌که آمی نگران خیانت‌اش نیست؛ ابراز پشیمانی می‌کند.
آمی سعی می‌کند به رابطه‌جنسی با جوزف ادامه دهد، اما جوزف بارها او را نادیده می‌گیرد. آمی در بار رستوران کنار دریا، جوزف را می‌بیند و با اصرار با او برای شب و سکس مجدد در خانه جوزف قرار می‌گذارد. آمی بعداً متوجه می‌شود که جوزف بدون اینکه به او بگوید، جزیره را ترک کرده‌است. آمی به خانه اجاره‌ای خود برمی‌گردد.
کریس به تونی اعتراف می‌کند که اینجا است که او در فیلمنامه‌اش گیر کرده و این ایده بیمارگونه‌ای را ارائه می‌کند. که آمی، اقدام به خودکشی کند. تونی که درگیر تماس‌های تلفنی متعدد می‌شود؛ در نهایت به کریس می‌گوید، که نمی‌تواند به او در پایان کار کمک کند."
تونی جزیره را برای آورن فرزند مشترک‌شان «جوون» ترک می‌کند. کریس به املاک بِرگمَن می‌رود؛ و هامپوس کلید عمارت را به او می‌سپارد و خود به شهر برمی‌گردد. کریس به خواب می‌رود. در خیال و رؤیای کریس، جوزف او را از خواب بیدار می‌کند و فاش می‌کند، علی‌رغم پایان فیلم‌برداری، از اینکه برای او صحنه‌ای در اتاق بِرگمَن ننوشته‌است، ناراحت است؛ اما کریس اذعان می‌کند که لزومی به این‌کار ندیده‌است. بعداً آن‌ها شام را با آمی صرف می‌کنند و آمی به شهر برمی‌گردد. جوزف و کریس تا آخر شب یک بازی کسل‌کننده و بی‌پایان منچ را می‌کنند. جوزف او را تشویق کند، که قبل از روز شلوغ آینده کمی بخوابد، و هنگام خروج برای رسیدن به پرواز، از کریس برای بازی در فیلم تشکر می‌کند.
در حالی تونی به همراه جوون به جزیره بازمی‌گردد؛ و با کریس در آسیاب‌بادی در ملک بِرگمَن، دوباره جمع می‌شوند؛ که اطلاعی از سرنوشت شخصیت داستانی آمی در پایان فیلم هم مشخص نمی‌شود.

## الهام فیلم‌نامه

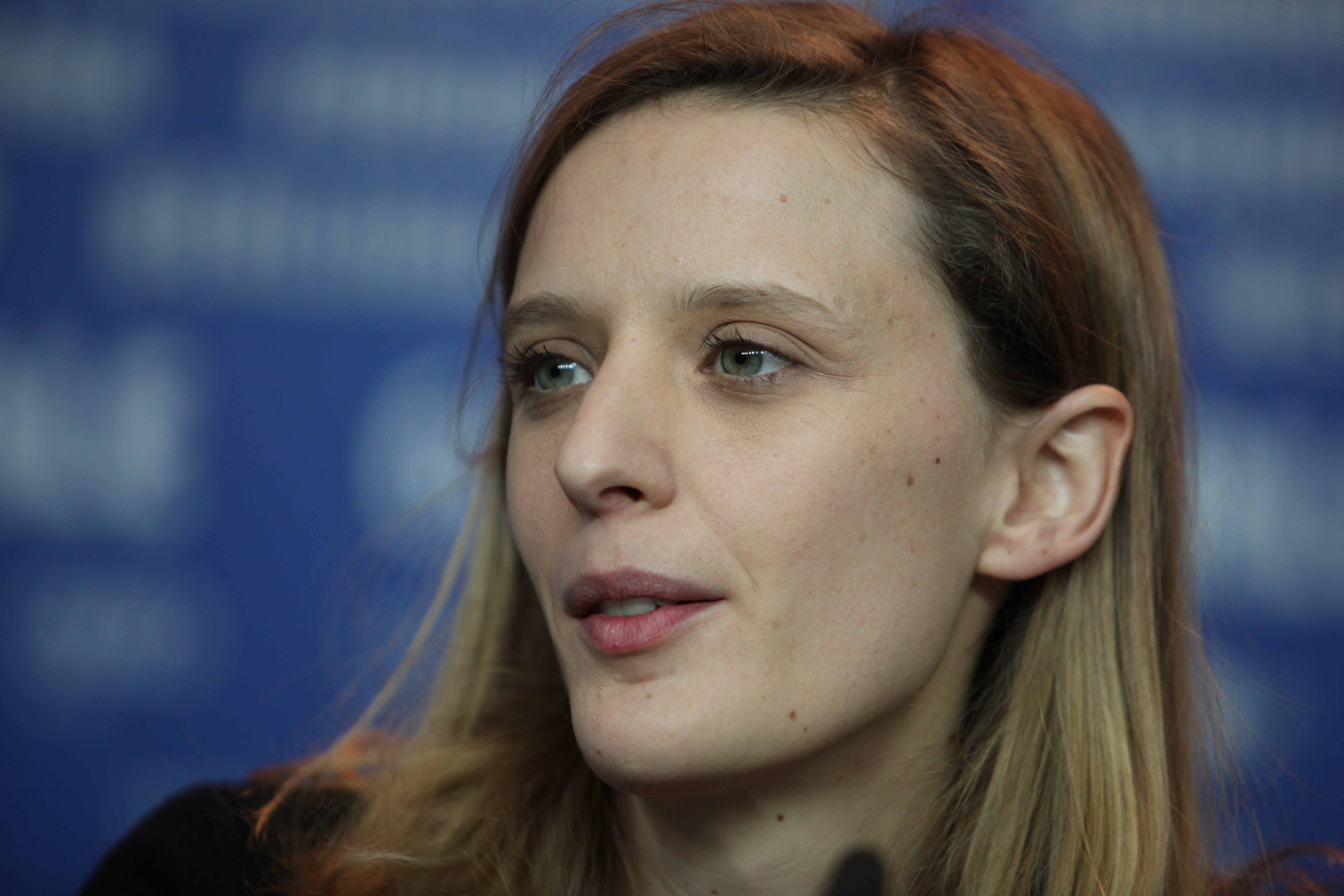
میا هانسن-لووه

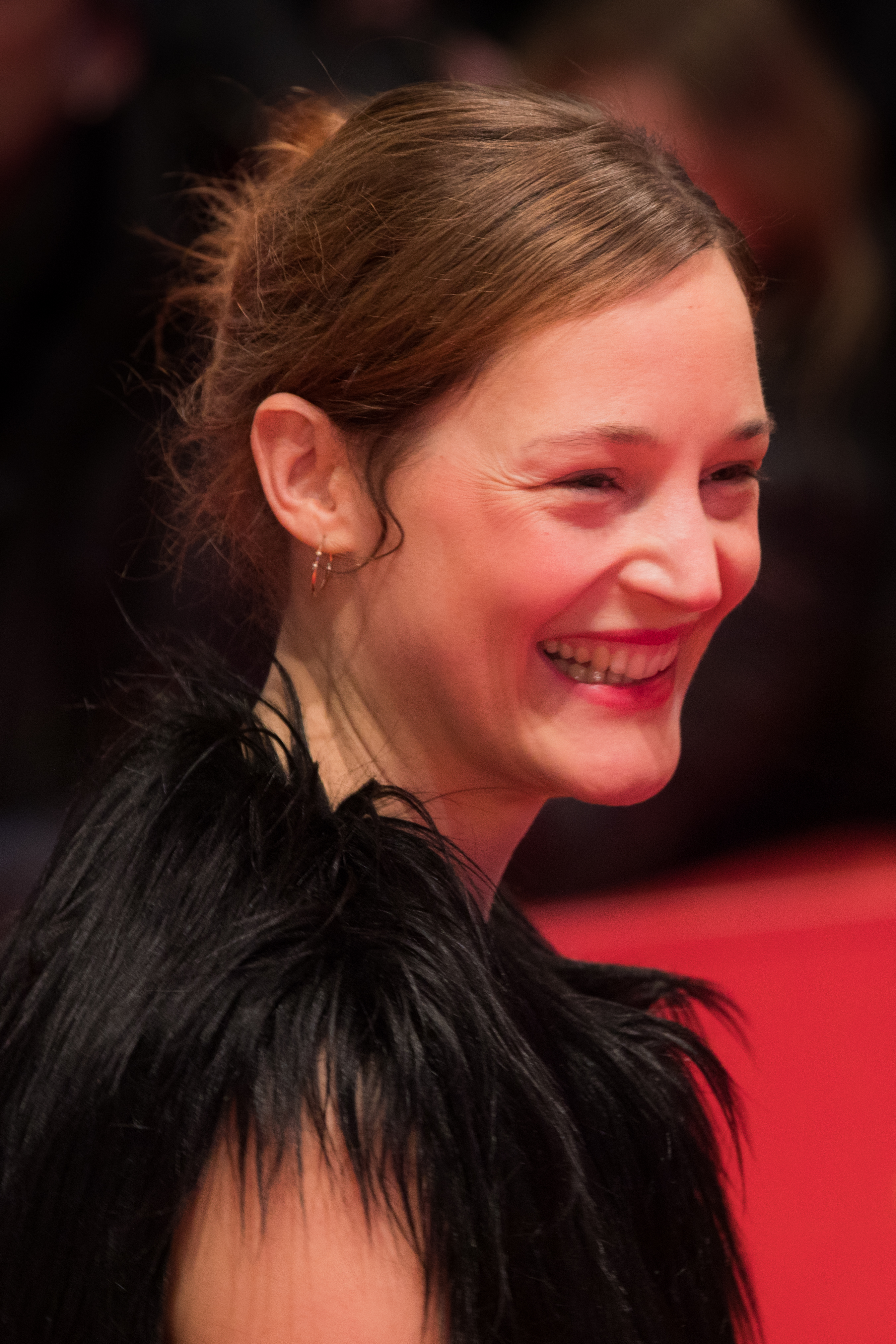
ویکی کریپس

جزیره برگمن هفتمین فیلم بلند سینمایی میا هانسن-لووه است؛ که کارگردانی کرده‌است. این فیلمساز فرانسوی آثاری که تا به امروز تولید کرده‌است را نیمه اتوبیوگرافیک توصیف می‌کند. صورت کلی در این فیلم یادآور زندگی خصوصی خود میا هانسن-لووه است. او از سال ۲۰۰۱ با فیلم‌ساز ۲۶ ساله فرانسوی اولیویه آسایاس زندگی می‌کند؛ که تک فرزندی هم حاصل این ازدواج است. طبق اظهارات خودش، او از سال ۲۰۱۴ چندین بار در سال به فارو سفر کرده‌است. این پروژه در سال ۲۰۱۶ اعلام شد. میا هانسن-لووه اظهار داشت:
«که او نسبت به برگمن «وسواس» داشت و مشغول کار بر روی فیلمنامه ای بود که در فارو تنظیم می‌شد.»
برگمن دومین کاری است که میا هانسن-لووه بعد از "پدر فرزندان من (۲۰۰۹)؛ که از یک تهیه کننده فقید فیلم الهام گرفته شده بود؛ مرز بین داستان و واقعیت را محو کرده‌است. او سعی کرد به این نوع " آشفتگی " موضوعی با جزیره برگمن بپردازد. در مقایسه با فیلم‌های قبلی، میا هانسن-لووه می‌توان گفت که کار بر روی فیلم‌نامه جزیره برگمن آسان بود و او به اندازه کافی در جزیره الهام گرفت، و بعداً آن‌جا را مکانی جادویی توصیف کرد.
«احساس می‌کردم درهایی باز می‌شوند که قبلاً بسته بودند، و این جزیره بود که اجازه داد.»
میا هانسن-لووه می‌گوید:
«برای اولین بار احساس آزادی کردم؛ که بازی‌گوشانه بین ابعاد مختلف حرکت کنم، گذشته، حال، واقعیت در داستان یا تخیل در واقعیت…»

## تولید
در می ۲۰۱۷، اعلام شد که گرتا گرویگ، جان تورتورو و میا واسیکوفسکا به بازیگران این فیلم ملحق شده‌اند و میا هانسن-لوو بر اساس فیلمنامه‌ای نوشته خودش، کارگردانی می‌کند؛ و چارلز گیلیبرت به عنوان تهیه‌کننده شرکت سی‌جی سینما در این فیلم خدمت خواهد کرد. در ماه مه ۲۰۱۸، آندرش دانیلسن لی لی به بازیگران فیلم ملحق شد و رودریگو تیکسیرا به عنوان دیگر تهیه‌کننده شرکت آرتی فیوچرز به فیلم پیوست. در اوت ۲۰۱۸، اعلام شد که ویکی کریپس به بازیگران فیلم ملحق شده‌است و جانشین گرتا گرویگ شده‌است. همچنین پیانو به همراه شارلوت دوفن از فیلم‌های دافین با تهیه‌کنندگان این فیلم همکاری کردند. در می ۲۰۱۹، تیم راث به بازیگران فیلم پیوست. تولید در اصل برای هشت هفته در طول تابستان برنامه‌ریزی شده بودند.

### فیلمبرداری
فیلمبرداری اصلی در ۹ اوت ۲۰۱۸ در فارو، جزیره‌ای در دریای بالتیک و در شمال جزیره گوتلند، در جنوب شرقی سوئد آغاز شد. تولید در ۱۱ سپتامبر ۲۰۱۸ متوقف شد و در ۱۷ ژوئن ۲۰۱۹ دوباره آغاز شد.

## انتشار
اولین نمایش جهانی جزیره برگمن در جشنواره فیلم کن در ۱۱ ژوئیه ۲۰۲۱ بود. در ۱۴ ژوئیه ۲۰۲۱ توسط شرکت فیلم‌های الماس در فرانسه اکران شد. در ۱ اکتبر ۲۰۲۱ در سوئد منتشر شد. در ۴ نوامبر ۲۰۲۱ توسط پخش فیلم سینمای جهان، در آلمان منتشر شد. در ۶ ژانویه ۲۰۲۲ توسط شرکت منتشرکننده ساین‌پولیس، در مکزیک منتشر شد. در ۲۴ فوریه ۲۰۲۲ توسط پاندورا فیلمز در برزیل منتشر شد. در ژوئن ۲۰۲۱، آی‌اِف‌سی فیلمز حقوق پخش فیلم را در ایالات متحده به دست آورد. در حالی که موبی حقوق توزیع بریتانیا و ایرلند را به دست آورد. همچنین در بخش نماد بیست و ششمین جشنواره بین‌المللی فیلم بوسان انتخاب شد و در اکتبر ۲۰۲۱ در جشنواره به نمایش درآمد. این فیلم اولین نمایش خود را در آمریکای شمالی در جشنواره بین‌المللی فیلم تورنتو در سال ۲۰۲۱ در ۱۳ سپتامبر ۲۰۲۱ انجام داد.

## بازخوردهای انتقادی
در راتن تومیتوز، جزیره برگمن بر اساس بررسی‌های ۱۲۷ منتقد، با میانگین امتیاز ۷٫۷ از ۱۰، ۸۷٪ محبوبیت دارد. اجماع منتقدان سایت چنین می‌گوید:
«جزیره برگمن فیلمی خلاصه اما جذاب از میراث فیلم‌ساز اصلی (اینگمار بِرگمَن) به‌عنوان سکوی پرتابی، برای ارائه فکری خلاقانه و رؤیایی، در مورد عاشقانه‌ها استفاده می‌کند».
در متاکریتیک، این فیلم بر اساس ۲۶منتقد، امتیاز ۸۱ از ۱۰۰ را دارد که نشان‌دهنده «تحسین جهانی» است.

### فروش
این فیلم که با بودجه معادل ۴ میلیون دلار ساخته شد؛ در مجموع فروش جهانی و در گیشه توانست تاکنون به مبلغ ۹۹۵٬۹۹۳دلار دست پیدا کند.

### جوایز و کاندیداتوری‌ها
| جشنواره                            | سال  | جایزه           | دریافت کننده   | عنوان                 | نتیجه    | منبع   |
| ---------------------------------- | ---- | --------------- | -------------- | --------------------- | -------- | ------ |
| جشنواره فیلم کن                    | ۲۰۲۱ | نخل طلایی       | میا هانسن-لووه | بهترین کارگردان       | نامزدشده | [ ۲۹ ] |
| انجمن روزنامه نگاران فیلم ایندیانا | ۲۰۲۱ | جایزه آی‌اِف‌جی‌اِس  | ویکی کریپس     | بهترین بازیگر         | نامزدشده | [ ۳۰ ] |
| منتقدان ایندی وایر                 | ۲۰۲۱ | جایزه آی‌اِس‌پی    | میا هانسن-لووه | بهترین فیلم‌نامه       | نامزدشده | [ ۳۲ ] |
| جشنواره بین‌المللی فیلم هند         | ۲۰۲۱ | پانورامای جهان  | میا هانسن-لووه | بهترین فیلم           | نامزدشده | [ ۳۳ ] |
| جشنواره فیلم اورشلیم               | ۲۰۲۱ | نچاما ریویلین   | میا هانسن-لووه | بهترین فیلم بین‌المللی | نامزدشده | [ ۳۴ ] |
| جشنواره فیلم اروپایی سویا          | ۲۰۲۱ | جیرالدیلو طلایی | میا هانسن-لووه | بهترین فیلم           | نامزدشده | [ ۳۶ ] |